# Glenda Morejón
Glenda Estefania Morejón Quiñónez (Ibarra, 30 maggio 2000) è una marciatrice ecuadoriana.

## Biografia
Inizia a praticare la marcia all'età di tredici anni, sotto la guida dell'allenatore Giovan Delgado. Nel 2016 prende parte ai campionati sudamericani under 18 di marcia, dove conquista la sua prima medaglia internazionale, un oro nella marcia 5 km. L'anno successivo è nuovamente medaglia d'oro ai campionati mondiali under 18 di Nairobi, nella gara di marcia 5000 metri su pista.
Nel 2018 è medaglia d'oro nella marcia 10 km ai campionati sudamericani under 18 di marcia di Sucúa e di bronzo ai campionati mondiali under 20 di Tampere e ai Campionati ibero-americani di Trujillo, in entrambi i casi nella marcia 10000 metri su pista. Proprio a Trujillo fa registrare il record ecuadoriano su questa distanza, valido anche come record sudamericano under 20 e record ecuadoriano under 20.
Ai Giochi panamericani under 20 di San José 2019 è medaglia di bronzo nella marcia 10000 metri, mentre ai campionati mondiali di Doha 2019 si classifica 25ª nella marcia 20 km. Lo stesso anno batte il record nazionale dell'Ecuador della marcia 20 km a La Coruña con il tempo di 1h25'29", che è anche record sudamericano, record mondiale under 20 e record nazionale under 20.
Nel 2021, grazie alla prestazione da medaglia d'oro ai campionati sudamericani di Guayaquil nella marcia 20 km, si qualifica per i Giochi olimpici di Tokyo, dove però non riesce a portare a termine la gara. Negli ultimi mesi dello stesso anno conquista due medaglie d'oro nella marcia 20000 metri ai campionati sudamericani under 23 di Guayaquil e ai Giochi panamericani under 23 di Cali.
Nel 2022 è campionessa sudamericana della marcia 20 km, gara nella quale ottiene anche la diciannovesima posizione ai campionati mondiali mondiali di Eugene e la medaglia d'oro ai Giochi sudamericani di Asunción.
Ai campionati mondiali di Budapest 2023 riesce a classificarsi sesta nella marcia 20 km, mentre ai Giochi panamericani di Santiago del Cile dello stesso anno è medaglia d'argento nella marcia 20 km e medaglia d'oro nella nuova disciplina della maratona di marcia a staffetta mista, in coppia con il connazionale Brian Pintado.
La coppia Morejón-Pintado è nuovamente protagonista ai Giochi olimpici di Parigi 2024, dove conquista la medaglia d'argento nella maratona di marcia a staffetta mista. Qui Morejón ottiene anche la sesta posizione in classifica nella marcia 20 km.

## Record nazionali

### Assoluti
- Marcia 10000 metri: 44'12"75   ( Trujillo, 25 agosto 2018)
- Marcia 20 km: 1h25'29"     ( La Coruña, 8 giugno 2019)

### Under 20
- Marcia 5 km: 21'16"  ( Sucúa, 15 aprile 2017)
- Marcia 10000 metri: 44'12"75  ( Trujillo, 25 agosto 2018)
- Marcia 20 km: 1h25'29"     ( La Coruña, 8 giugno 2019)

## Progressione

### Marcia 20 km
| Stagione | Tempo    | Luogo     | Data       | Rank. Mond. |
| -------- | -------- | --------- | ---------- | ----------- |
| 2024     | 1h27'21" | Poděbrady | 6-4-2024   | 15ª         |
| 2023     | 1h27'40" | Budapest  | 20-8-2023  | 13ª         |
| 2022     | 1h31'10" | Lima      | 6-2-2022   | 44ª         |
| 2021     | 1h29'25" | Guayaquil | 29-5-2021  | 30ª         |
| 2020     | 1h29'32" | Poděbrady | 10-10-2020 | 15ª         |
| 2019     | 1h25'29" | La Coruña | 8-6-2019   | 2ª          |

## Palmarès
| Anno | Manifestazione                        | Sede      | Evento                               | Risultato | Prestazione | Note                                                                                                  |
| ---- | ------------------------------------- | --------- | ------------------------------------ | --------- | ----------- | --- |
| 2016 | Campionati sudamericani U18 di marcia | Guayaquil | Marcia 5 km                          | Oro       |             | |
| 2017 | Mondiali U18                          | Nairobi   | Marcia 5000 m                        | Oro       | 22'32"30    | |
| 2018 | Campionati sudamericani U18 di marcia | Sucúa     | Marcia 10 km                         | Oro       | 46'53"      | |
| 2018 | Mondiali U20                          | Tampere   | Marcia 10000 m                       | Bronzo    | 44'19"40    | |
| 2018 | Campionati ibero-americani            | Trujillo  | Marcia 10000 m                       | Bronzo    | 44'12"75    | Miglior prestazione sudamericana under 20 · Record nazionale · Miglior prestazione nazionale under 20 |
| 2019 | Giochi panamericani U20               | San José  | Marcia 10000 m                       | Oro       | 44'46"02    | |
| 2019 | Mondiali                              | Doha      | Marcia 20 km                         | 25ª       | 1h39'38"    | |
| 2021 | Campionati sudamericani               | Guayaquil | Marcia 20 km                         | Oro       | 1h29'25"    | |
| 2021 | Giochi olimpici                       | Tokyo     | Marcia 20 km                         | dnf       | dnf         | |
| 2021 | Campionati sudamericani U23           | Guayaquil | Marcia 20000 m                       | Oro       | 1h32'01"67  | |
| 2021 | Giochi panamericani U23               | Cali      | Marcia 20000 m                       | Oro       | 1h33'54"16  | |
| 2022 | Campionati sudamericani di marcia     | Lima      | Marcia 20 km                         | Oro       | 1h31'10"    | |
| 2022 | Mondiali                              | Eugene    | Marcia 20 km                         | 19ª       | 1h34'27"    | |
| 2022 | Giochi sudamericani                   | Asunción  | Marcia 20 km                         | Oro       | 1h31'34"    | |
| 2023 | Mondiali                              | Budapest  | Marcia 20 km                         | 6ª        | 1h27'40"    | |
| 2023 | Giochi panamericani                   | Santiago  | Marcia 20 km                         | Argento   |             | [ 2 ]                                                                                                 |
| 2023 | Giochi panamericani                   | Santiago  | Maratona di marcia a staffetta mista | Oro       | 2h56'49"    | [ 3 ]                                                                                                 |
| 2024 | Giochi olimpici                       | Parigi    | Marcia 20 km                         | 6ª        | 1h27'37"    | |
| 2024 | Giochi olimpici                       | Parigi    | Staffetta mista                      | Argento   | 2h51'22"    | [ 3 ]                                                                                                 |

## Campionati nazionali
- 1 volta campionessa ecuadoriana assoluta della marcia 20 km (2023)
- 1 volta campionessa ecuadoriana under 18 della marcia 3 km (2015)
- 1 volta campionessa ecuadoriana under 18 della marcia 5000 metri (2016)

2015
- Oro ai campionati ecuadoriani under 18 di marcia, marcia 3 km - 14'17"

2016
- Oro ai campionati ecuadoriani under 18, marcia 5000 m - 24'43"34

2017
- Argento ai campionati ecuadoriani under 18, marcia 5000 metri - 25'08"04

2019
- Oro ai campionati ecuadoriani under 20 di marcia, marcia 10 km - 43'04"

2023
- Oro ai campionati ecuadoriani assoluti di marcia, marcia 20 km - 1h29'37"

## Altre competizioni internazionali
2018
- Argento ai campionati mondiali a squadre di marcia ( Taicang), marcia 10 km - 45'13"

2019
- Oro alla IAAF World Race Walking Challenge, gara under 20 ( Lázaro Cárdenas), marcia 10 km - 43'07"

2022
- Oro ai campionati del mondo a squadre di marcia ( Mascate), marcia 35 km - 2h48'33"